# Fula (taal)
Fula is een taal die voornamelijk door de Fulbe in West-Afrika wordt gesproken en die tot de Atlantische Congotalen van de Niger-Congotalen behoort. Het is een taalcontinuüm waarbij sprekers van aangrenzende regio's elkaar makkelijk verstaan, maar een spreker uit Sudan heeft moeite om een spreker uit Senegal te verstaan.
De naam Fula wordt vooral in Engelstalige literatuur gebruikt in navolging van de geleerde D.W. Arnott omdat de term Fula makkelijker uit te spreken is dan de westelijke taalnaam Pulaar en de oostelijke taalnaam Fulfulde. In Mali ligt die naamgrens.
Het Fula wordt gesproken in een twintigtal Afrikaanse landen van Senegal, Mauritanië, Gambia & Guinee tot in Kameroen en Soedan, waarschijnlijk zijn er ook enclaves van sprekers in Ethiopië. Het is daarmee de meest wijd verspreide Afrikaanse taal van Afrika. De taal wordt zowel in het Latijnse schrift als in het Arabisch schrift geschreven. In Guinee wordt Fula het vaakst gesproken en daar komt het ook vandaan.
10 tot 16 miljoen mensen hebben het Fula als moedertaal en daarbovenop zijn er ook nog veel mensen die het als tweede taal hebben.